# Auguste Vivenot
Pour les articles homonymes, voir Vivenot.
Auguste Vivenot est un homme politique français né le 23 septembre 1835 à Bar-le-Duc (Meuse) et décédé le 14 novembre 1884 à Paris.

## Biographie
Entré à l'école Polytechnique en 1854, il renonce à entrer dans la fonction publique sous le second Empire et devient ingénieur dans les chemins de fer notamment à la Compagnie Paris-Lyon-Marseille. En 1871, il est secrétaire général de la préfecture de la Meuse. Il est révoqué en 1877 par le gouvernement de Broglie. Il se lance en politique et devient en 1877 conseiller général du canton de Ligny, et sénateur de la Meuse de 1879 à 1884, siégeant dans le groupe de la Gauche républicaine. Après les élections générales de 1880, la majorité passe aux républicains qui élisent Vivenot à la présidence du conseil général en août 1881. Au Sénat, il intervient peu à la tribune mais est très actif en commission.

## Sources
- « Auguste Vivenot », dans Adolphe Robert et Gaston Cougny, Dictionnaire des parlementaires français, Edgar Bourloton, 1889-1891 [détail de l’édition]
- Dir. Jean El Gammal, François Roth et Jean-Claude Delbreil, Dictionnaire des Parlementaires lorrains de la Troisième République, Metz, Serpenoise, 2006 (ISBN 2-87692-620-2, OCLC 85885906, lire en ligne), p. 266-267